# احمد سعید
احمد سعید (انگلیسی: Ahmed Said؛ زاده ۱۳ مارس ۱۹۸۴) یک بازیکن فوتبال اهل مصر است.
وی همچنین در تیم ملی فوتبال مصر بازی کرده است.